# Gurob

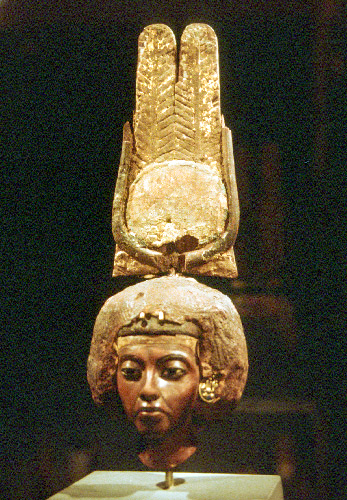
Teje (aus Gurob), Ägyptisches Museum Berlin (Inventar-Nr. 21834)

Gurob (auch Medinet Gurob, antiker Name: Merwer) ist eine archäologische Ausgrabungsstätte in Ägypten. Sie liegt am Eingang zum Fayum, nicht weit entfernt von El-Lahun und Hawara. Hier fanden sich Reste aus fast allen Epochen pharaonischer Geschichte. Der Ort besteht aus den Resten der eigentlichen Siedlung und einer umfangreichen Nekropole.

## Gurob in pharaonischer Zeit

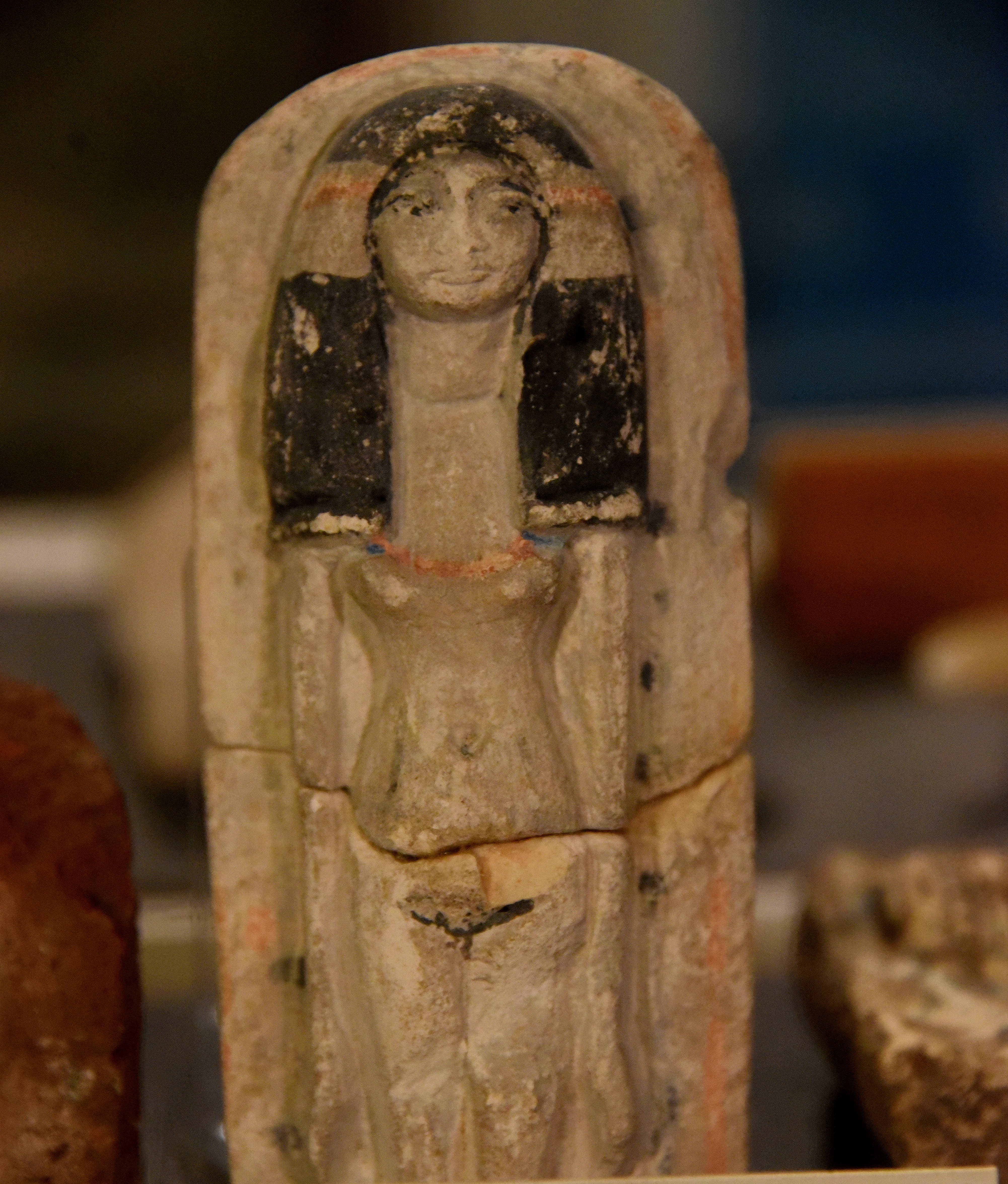
Frau auf einem Sofa in Gurob (18. Dynastie), jetzt im Petrie Museum of Egyptian Archaeology – London

Die ältesten Gräber an diesem Ort datieren in die Zeit der Naqada-Kultur. Aus dem Alten Reich und der Ersten Zwischenzeit stammen Reste eines bescheidenen Friedhofes, der vielleicht einem bäuerlichen Dorf als Bestattungsort diente. Gurob erlangte dann vor allem im Neuen Reich an Bedeutung. Hier wurde unter Thutmosis III. eine bedeutende Palastanlage mit großen Palastgebäuden, großzügigen Wohnquartieren, Säulenhallen und Gartenanlagen errichtet. Diese bestand bis in die Ramessidenzeit und scheint eine Anlage gewesen zu sein, in der die Frauen und Kinder der Könige lebten. In der Literatur wird sie häufig als Haremspalast bezeichnet, in Wirklichkeit handelte es sich aber um einen Landsitz der königlichen Familie.
Hier wurde der berühmte, jetzt in Berlin befindliche Kopf einer Statue von Königin Teje gefunden (siehe Bild). Am selben Ort scheint auch die hethitische Gemahlin von Ramses II. Maathorneferure gelebt zu haben, wie Papyri belegen, die sich hier fanden.
Archäologische Ausgrabungen bezeugen, dass die Palastanlage einst prachtvoll ausgestattet war. So konnten importierte Tongefäße aus der Ägäis und aus Syrien nachgewiesen werden, weitere Funde waren dunkelblaue Fayenceschalen, Alabastergeschirr, Schminkbehälter, Rasiermesser und persönliche Schmuckgegenstände wie Ringe, Halskettenperlen und Skarabäen.

## Gurob in späterer Zeit
Nach dem Neuen Reich verlor der Ort an Bedeutung, die Nekropolen wurden aber noch bis in die römische Zeit benutzt.